# Musée départemental de l'École publique (Chevregny)
Pour l’article homonyme, voir Musée départemental de l'École publique (Vergné).
Le musée départemental de l'École publique est un musée français situé dans le village de Chevregny, petite commune rurale appartenant au canton de Villeneuve-sur-Aisne, dans le département de l'Aisne.

## Présentation et historique
Ce musée a été aménagé dans une ancienne école publique du début du XXe siècle. Il est attenant à la mairie de Chevregny.
En 1982, la municipalité de Chevregny décida de créer un musée de l'école publique aménagé dans les locaux mêmes de l'école par la création d'une association loi 1901, composée de bénévoles, et soutenue financièrement par ses adhérents, le conseil départemental de l'Aisne et la communauté de commune du Chemin des Dames.
Il fait dorénavant partie du paysage muséographique régional, étant cité sur la liste sélective des musées de la région Haut-de-France.

## Collections
Ce musée départemental reconstitue une salle de classe et réunit des objets authentiques d'une classe sous la Troisième République avec son mobilier et le matériel pédagogique.

## Vie du musée
Une animation annuelle est l'organisation du certificat d'études primaires, supprimé officiellement en 1989, à laquelle participent des visiteurs.